# Єрназар (Алгинський район)
Єрназа́р (каз. Ерназа́р) — село у складі Алгинського району Актюбінської області Казахстану. Входить до складу Карахобдинського сільського округу.
Населення — 47 осіб (2021; 131 у 2009, 240 у 1999, 210 у 1989).